# Desierto de Almería (vino)
Desierto de Almería es una indicación geográfica utilizada para designar los vinos de la zona vitícola del desierto de Almería, que abarca los términos municipales de Alcudia de Monteagud, Benitagla, Benizalón, Castro de Filabres, Lubrín, Lucainena de las Torres, Olula de Castro, Senés, Sorbas, Tabernas, Tahal, Turrillas, Uleila del Campo y Velefique, en la provincia de Almería, España.
Esta indicación geográfica fue reglamentada en 2003.

## Variedades de uva
Son vinos elaborados con las variedades tintas: Garnacha Tinta, Monastrell, Syrah, Cabernet Sauvignon y Merlot, y con las blancas: Chardonnay, Moscatel, Macabeo y Sauvignon Blanc

## Bodegas
- Heredad Pérez Ferre SL.